# Roma-Bangkok
Roma-Bangkok es una canción de la cantante y rapera italiana Baby K, en colaboración con la cantante italiana Giusy Ferreri. Fue lanzada el 21 de junio de 2015 como el primer sencillo de su segundo álbum de estudio, Kiss Kiss Bang Bang (2015). Un remix de la canción, en colaboración con la cantante argentina Lali, se lanzó el 18 de febrero de 2017.

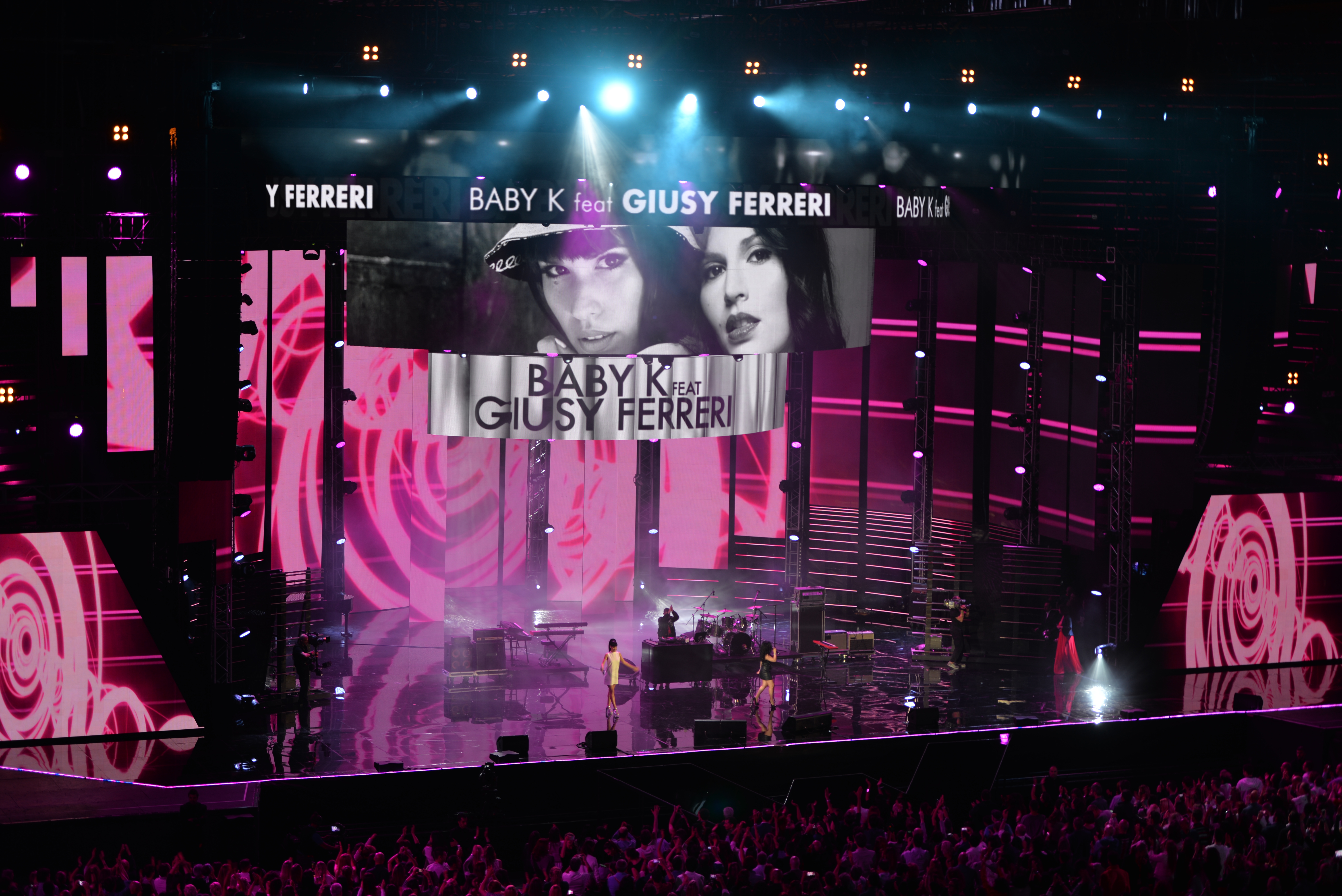
Baby K y Ferreri interpretando "Roma-Bangkok" en los Wind Music Awards 2016.

## Antecedentes y composición
La canción fue escrita por Federica Abbate, Rocco Hunt, Alessandro "Takagi" Merli y Fabio "Mr. Ketra" Clemente, los dos últimos también la produjeron. En una entrevista, Baby K presentó la canción con estas palabras:
"La letra de esta canción representa el mapa geográfico de mi vida: Londres, Roma y el Lejano Oriente. En realidad, son los lugares donde viví, que todavía llevo dentro de mí y puedo vivir de nuevo a través de mi música ".

## Video musical
El video musical, dirigido por Mauro Russo, fue publicado el 7 de julio de 2015, en el canal oficial de YouTube de la rapera. Fue aclamado por los críticos, que notaron similitudes con la película estadounidense Thelma & Louise (1991). Sin embargo, MTV lo comparó con el video musical de "Pretty Girls" de la cantante Britney Spears y la rapera Iggy Azalea. Fue el primer video musical italiano en la historia, en ser certificado por Vevo y en febrero de 2017, se convirtió en el videoclip italiano más visto de todos los tiempos en YouTube, con más de 163 millones de visualizaciones. Actualmente, el video tiene más de 250 millones de visualizaciones.

## Versión en español
El 17 de febrero de 2017, se lanzó una versión en español en colaboración con la cantante argentina Lali. La canción fue adaptada al español por José Luis Pagan y fue producida por Mr. Ketra & Takagi. El video musical fue filmado en septiembre de 2016, en Verona, Italia, y fue dirigido por Gaetano Morbioli. Chiara Tomao de Optimagazine elogió las voces de ambas artistas, declarando que "la voz de Lali encaja perfectamente con nuestra Claudia Nahum (Baby K)".

## Posicionamiento en listas

### Listas semanales
| Chart (2015–16)                             | Máxima posición |
| ------------------------------------------- | --------------- |
| Bélgica (Valonia) (Ultratip Bubbling Under) | 67              |
| Finlandia (OFC)                             | 6               |
| Francia (SNEP)                              | 25              |
| Italia (FIMI)                               | 1               |
| Rusia (TopHit)                              | 133             |
| Suiza (Schweizer Hitparade)                 | 23              |

### Listas de fin de año
| Charts (2015) | Posición        |
| ------------- | --------------- |
| Italia (FIMI) | 1               |
| Charts (2016) | Máxima posición |
| Italia (FIMI) | 41              |

| Chart (2017)             | Máxima posición |
| ------------------------ | --------------- |
| Uruguay (Monitor Latino) | 100             |